# William Turner

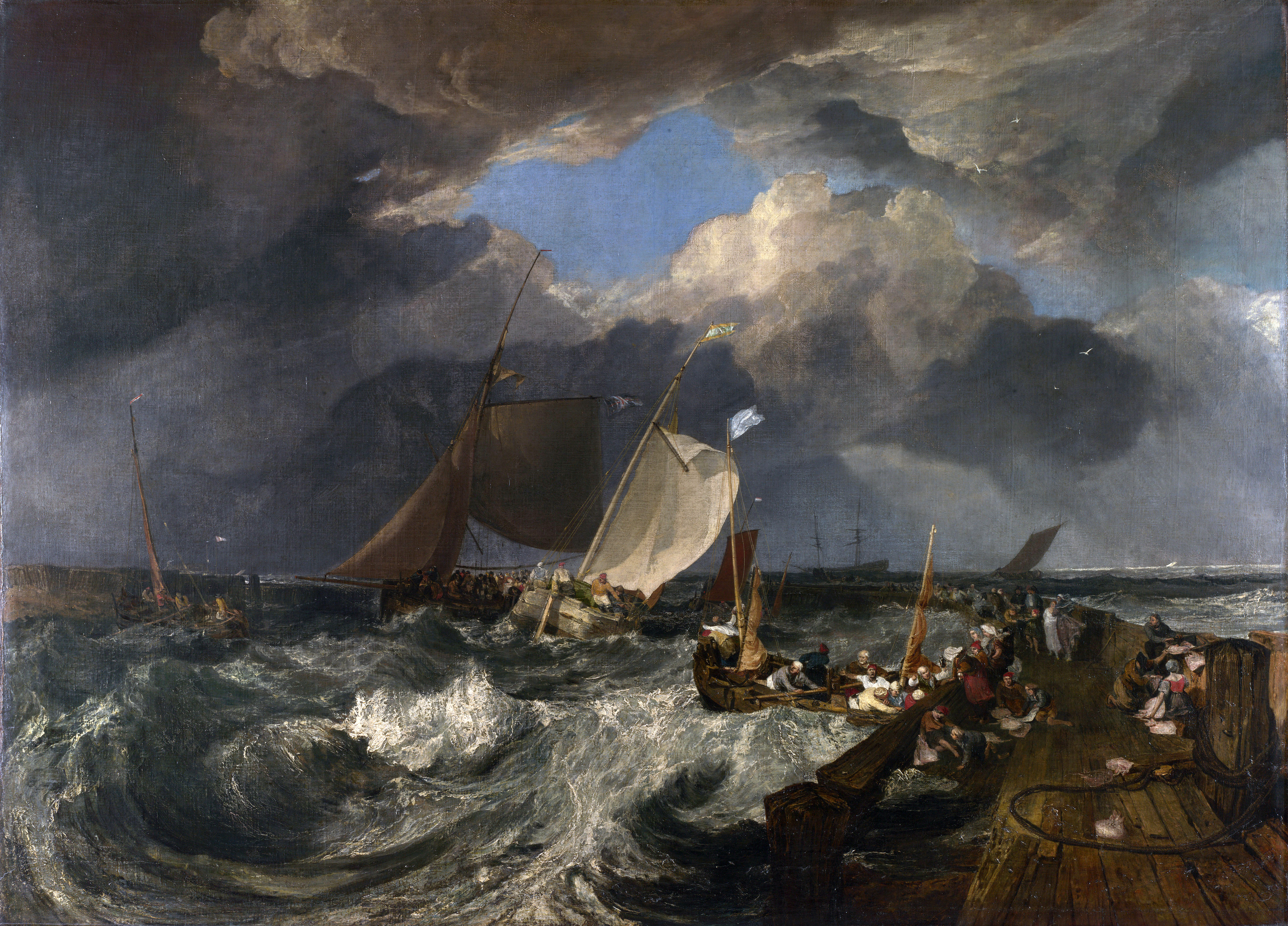
A móló Calais-nál (1803)

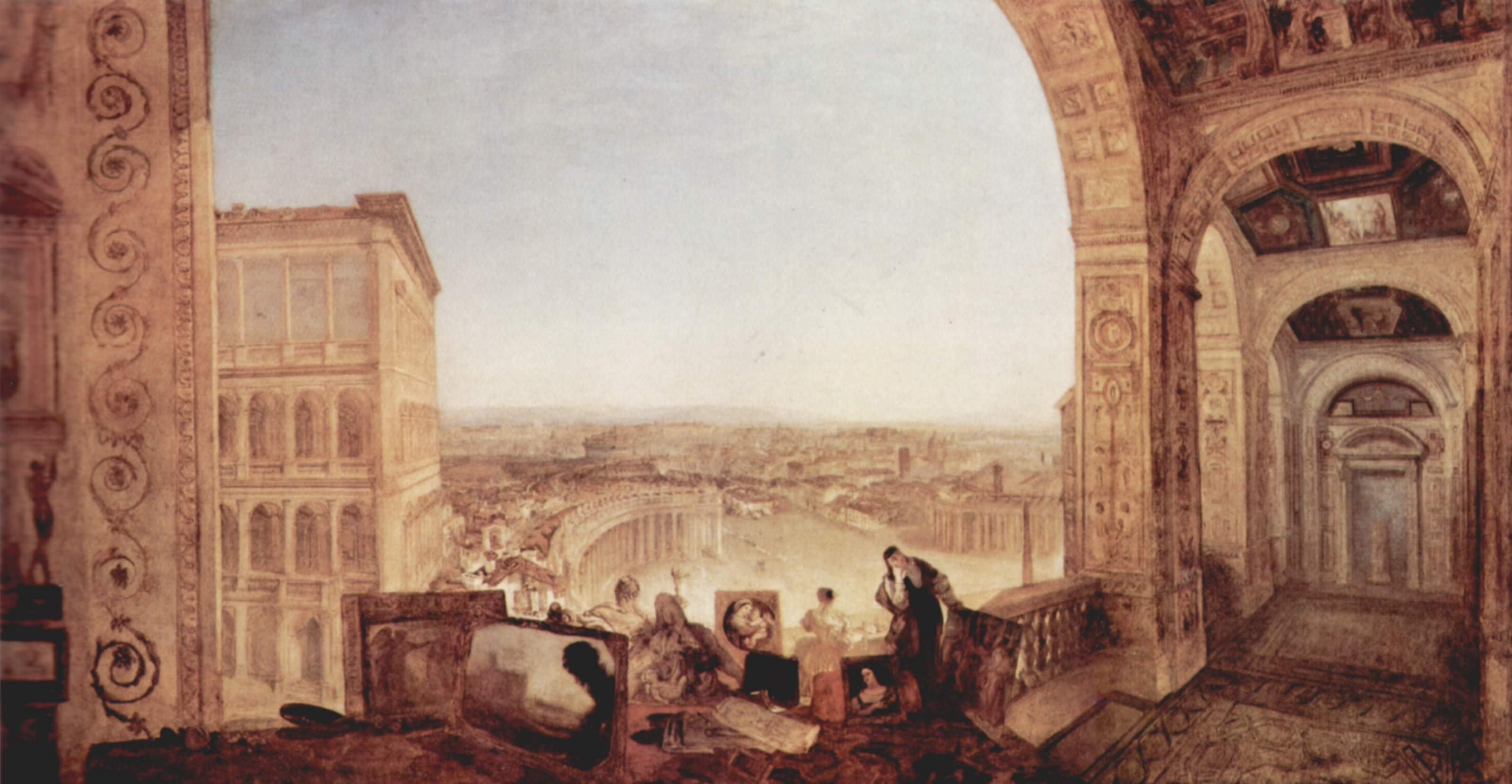
Róma a Vatikán felől (1820)

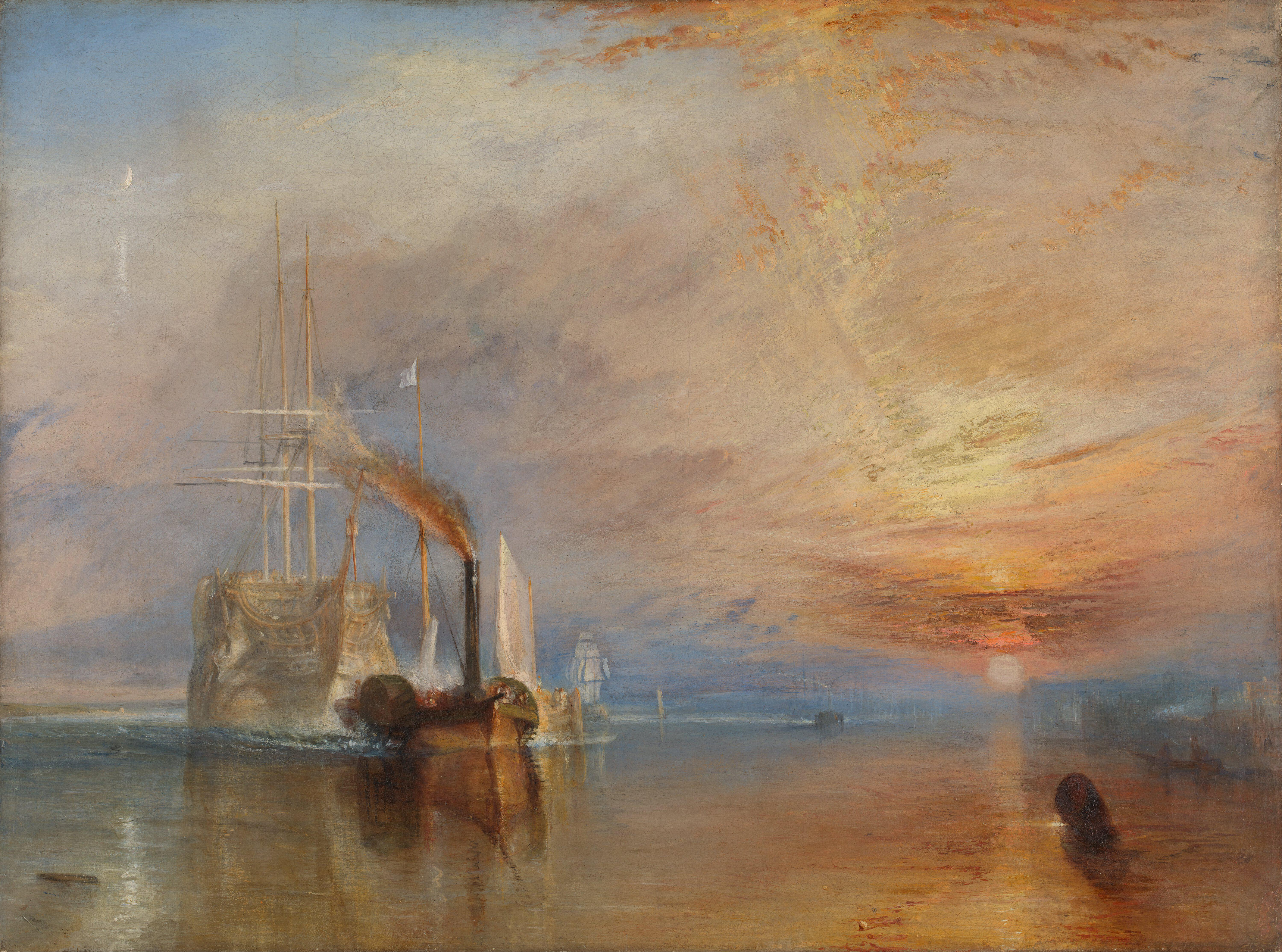
A Téméraire hadihajó utolsó útja a Temzén napnyugatakor (1838)

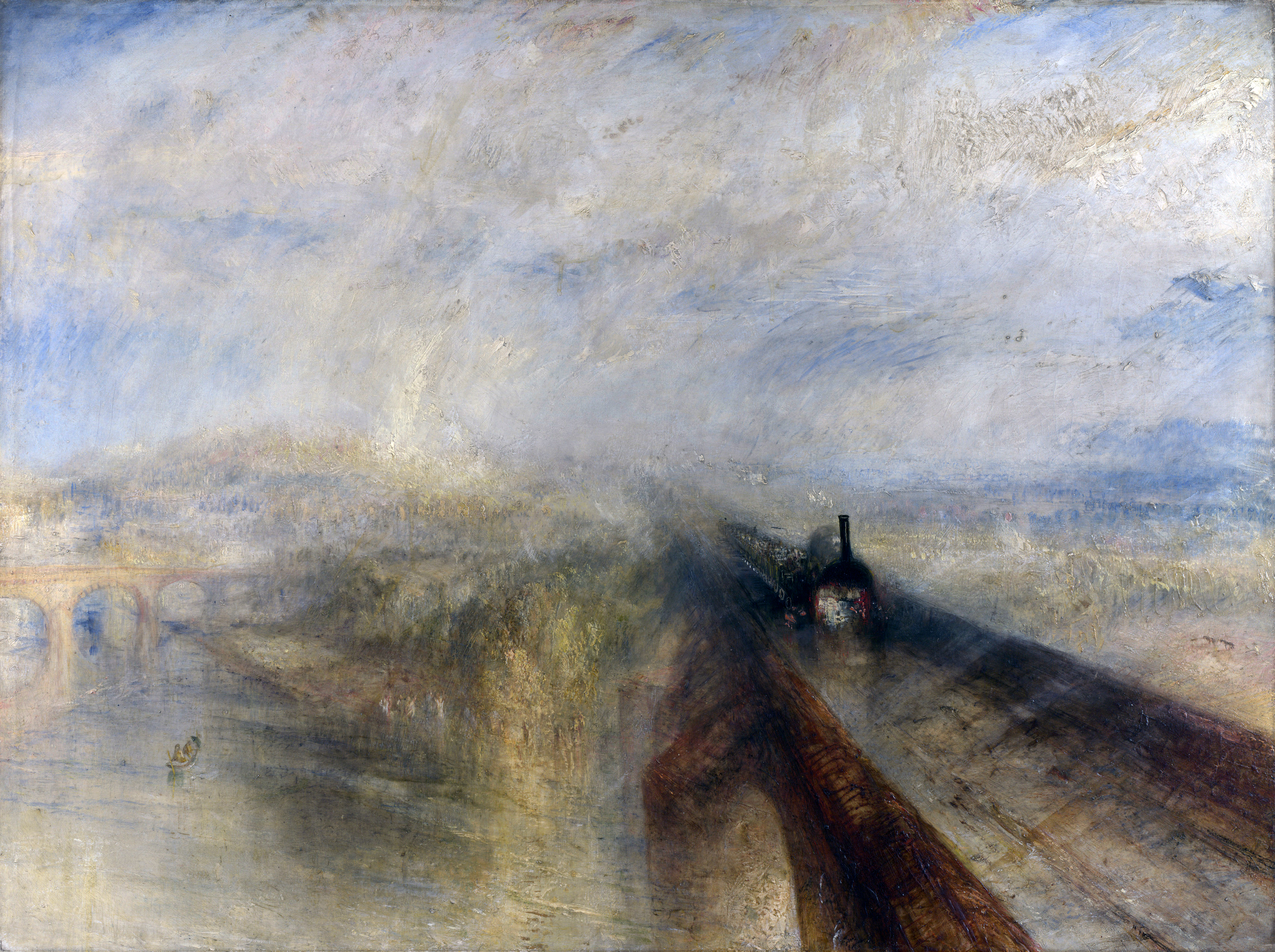
Eső, gőz és sebesség (1844)

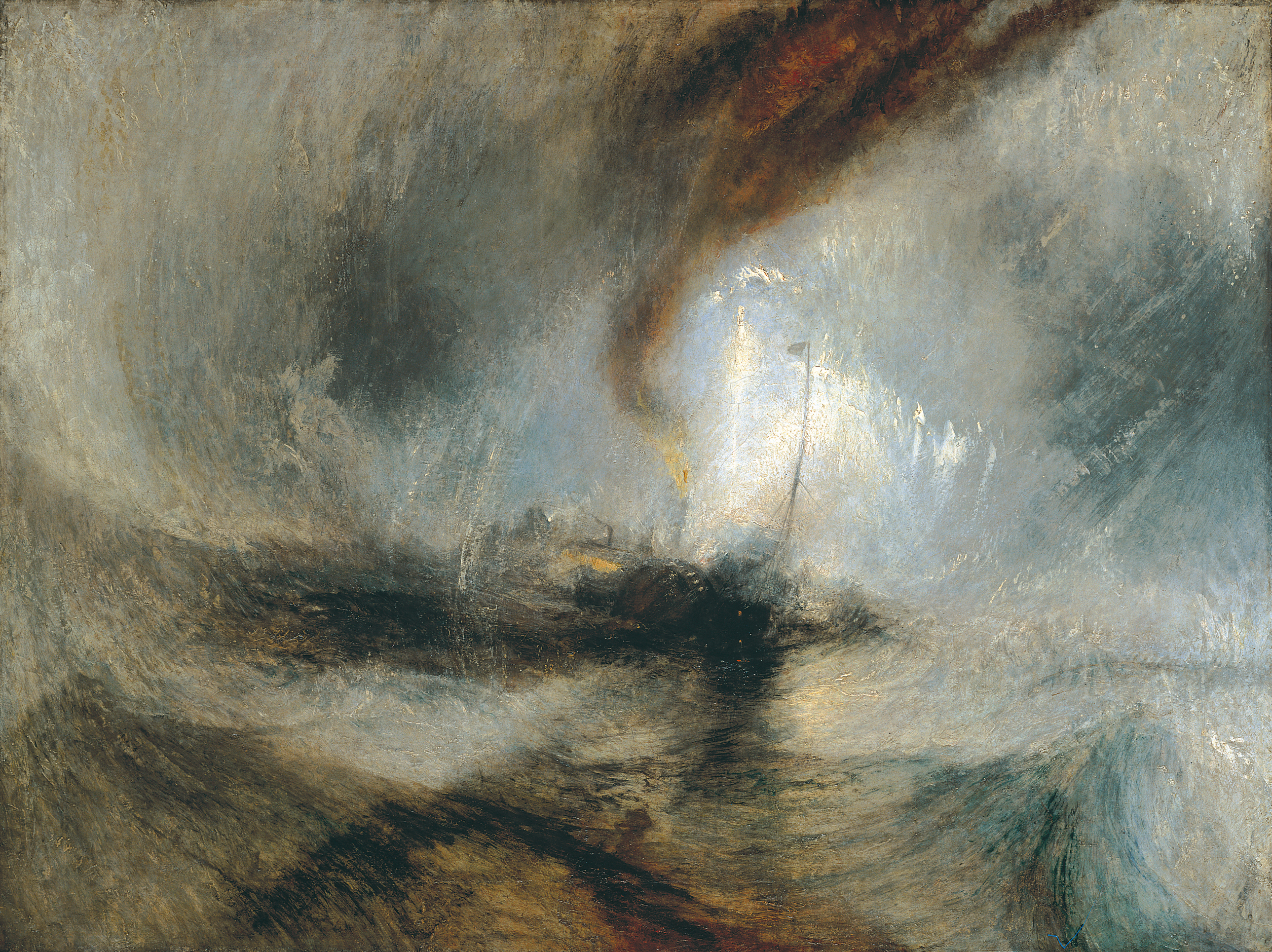
Gőzhajó hóviharban Harbour's Mouth környékén

Joseph Mallord William Turner (London, 1775. április 23. – Chelsea, 1851. december 19.) angol romantikus festő, John Constable-lel és Boningtonnal együtt a XIX. századi modern festészet irányzatainak elindítója, hatással volt a barbizoni iskolára és az impresszionistákra. Bár korában William Turnerként ismerték, ma már angol nyelvterületen általában a kezdőbetűivel J. M. W. Turnerként hivatkoznak rá, hogy megkülönböztessék egy másik, 1789-1862 között élt, szintén William Turner nevű angol festőművésztől.

## Élete és munkássága
Az angol romantika egyik utolsó képviselője, akinek varázslatos akvarell tájképeit (plein air stílusban) már a realizmus előfutárának tekintik. Munkáit már fiatalon bemutathatta. Életét a művészetnek szentelte, és különbözvén más, korabeli művészektől, pályáját valamivel nagyobb siker kísérte, mint sok más kortársáét.
Joseph Mallord William Turner 1775. április 23-án született Londonban. Apja borbély volt, anyja meghalt, amikor ő még kicsi volt. A fiú csak rövid ideig járt iskolába, aztán apja tanította otthon olvasni, de ezen kívül csak a művészettel foglalkozott.
13 évesen készített rajzait az apja fodrászüzletének kirakatába tette ki eladni. 15 éves volt, amikor óriási elismerésben részesült: az egyik képét bevették az Akadémiára. 18 évesen saját stúdiója volt. 20 éves sem volt, amikor már rajzainak másolatait is megvették. Hamar kivívta az Akadémia elismerését, így 1802-ben, 27 évesen az Királyi Akadémia teljes jogú tagjává választották.
Ezután bejárta Európát, Velence sok inspirációt adott számos munkájához. Akárhol járt is, tanulmányozta az ég és a tenger hatását mindenféle időjárásban. Az évek során sajátos festőtechnikát alakított ki: amit valóságosan látott, lefordította a saját könnyed romantikus stílusára és ezt rögzítette vásznán.
Ahogy öregedett, egyre szeszélyesebb lett. Apján kívül, akivel 30 évig élt együtt, nem volt más közeli barátja. Senkinek sem engedte meg, hogy nézze festés közben. Feladta a találkozásokat az Akadémia hallgatóival is. Ismerősei körében senki nem látta őt hónapokig.
Folytatta utazásait, de immáron egyedül. Továbbra is kiállított, de mindig elutasította a vevőket. Amikor pedig mégis meggyőzték, hogy eladjon egy képet, napokig lehangolt volt.
1850-ben állított ki utoljára. Egy nap aztán eltűnt a házából. A házmester hónapokig tartó keresés után találta meg Chelsea-ben egy házban bujkálva. Hosszan tartó betegeskedés után, 1851. december 19-én utolérte a halál. Kérésére a Szent Pál székesegyházban helyezték örök nyugalomra.

## Epilógus
Festménygyűjteményét hazájára hagyta örökül, és a hátrahagyott jelentős vagyonával remélt támogatást nyújtani az általa „hanyatló művészetnek" becézett irányzatnak. Műveinek nagy részét a National Gallery és a Tate Gallery őrzi. Halála után csak néhány képét állították ki a National Galleryben, a többit raktárban helyezték el. Időskori zseniális alkotásait szenilitásának tudták be. Jellemző, hogy majd 1871-ben Monet és Pissarro fedezte fel a National Galleryben Turner képein a maguk merész kísérleteinek korai megvalósítását. Turner foltfestéses technikája, világos és gazdag színkompozíciói (bár még ezek mind műteremben születtek) bátorították a fiatal impresszionistákat.
280 képet hagyott a Nemzeti Képtárra, azért ily sokat, mert életében alig adott el képet, saját vagyonából élt. Elég botrányos volt, hogy a nagy helyhiánnyal küzdő National Gallery szinte nem tudta befogadni, így alakult ki az, hogy majd a megszerveződő Tate Gallery sietett segítségére a Nationalnak a képek átvételében. Napjainkban a National Gallery XVIII. számú termében Hogarth, Reynolds, Gainsborough, John Constable és Turner képeit együtt állították ki, ők a XVIII. századi vagy a században indult nagy angol festők. Elmondhatjuk, hogy a XX. században már méltó megbecsülésben részesült Turner munkássága.
Akvarelljei mellett ismertek olajfestményei is, az egyik leghíresebb közülük A Temeraire utolsó útja. Szinte megható, ahogyan a kiszolgált csatahajót a lemenő nap vörös sugaraitól megvilágítva elvontatják a hajótemetőbe. A másik híres képe vasúti szerelvényt ábrázol, talán első vonatábrázolásként a festészet történetében.